# Glagolske imenice
Glagolske imenice ili gerundi su imenice kojima se izriče vršenje glagolske radnje, uključujući stanje i zbivanje. Tvore se od svršenih i nesvršenih glagola sufiksima: -nje, -enje, -će, -0, -a, -ba, -idba, -ancija, -anija, -ava, -aj, -(a)k, -ež, -nja, -njava. Glagolske imenice nastaju od glagola, i to najčešće dodavanjem nastavka -je glagolskim pridjevima trpnim.